# Карп'ютер

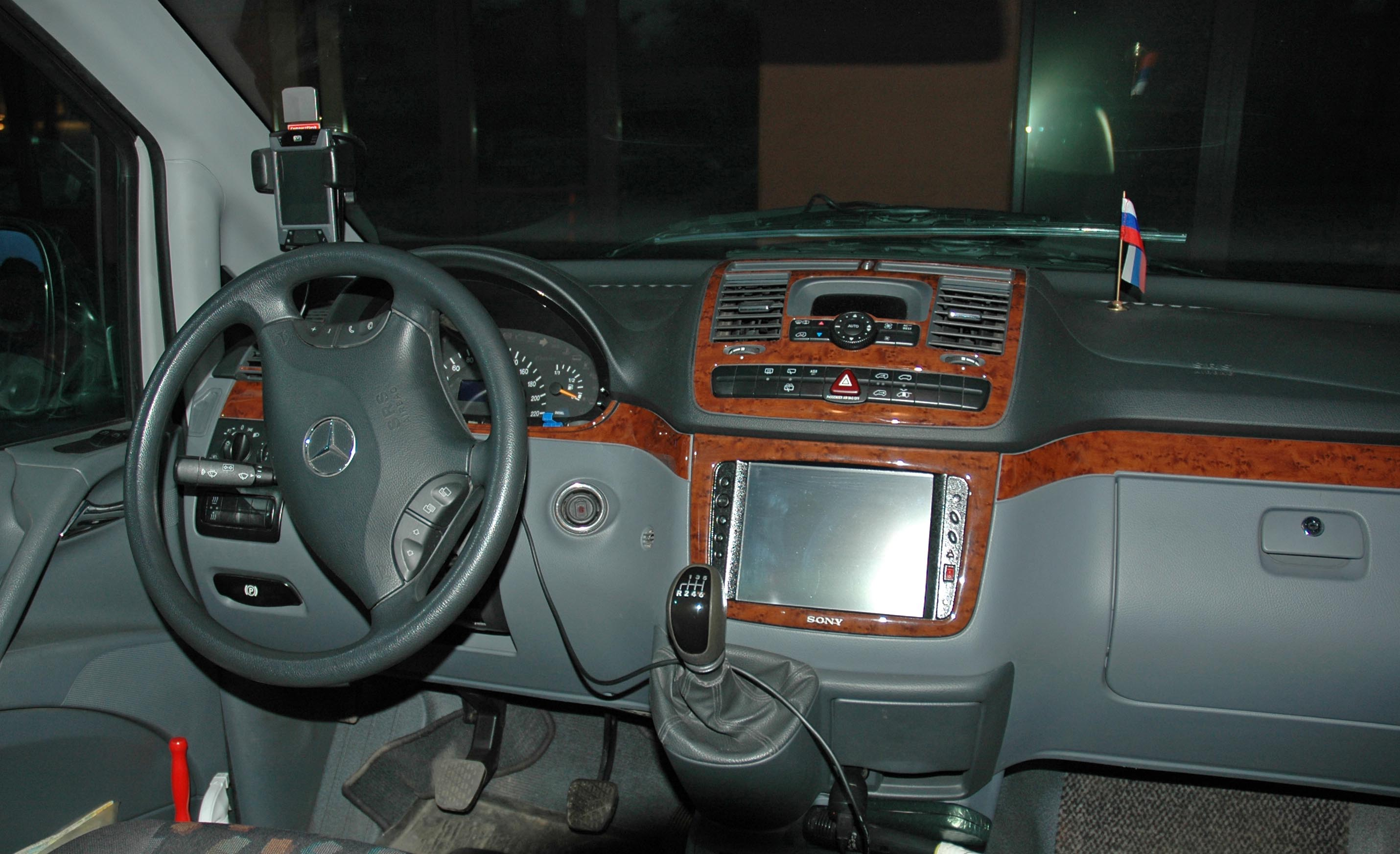
Карп'ютер

Карп'ю́тер, бортовий комп'ютер (англ. carputer, контамінація car і computer) — спеціально спроєктований для експлуатації в автомобілі комп'ютер. Зазвичай, карп'ютер вбудовується в передню панель приладів. Використовується для навігації, прослуховування музики, перегляду відео тощо. Під'єднаний до глобальної мережі Інтернет. Можливості карп'ютера об'єднують функціональність традиційних пристроїв вузького призначення (автомагнітол, навігаторів, DVD-програвачів) з можливостями персонального комп'ютера.
Бортовий комп'ютер є необхідною складовою автомобільної навігаційної системи та мультимедійної системи автомобіля.
Обчислювальне обладнання зазвичай базується на стандартних ПК або мобільних пристроях. Зазвичай вони мають стандартні інтерфейси, такі як Bluetooth, USB та WiFi. Перший карп’ютер був представлений Clarion 4 грудня 1998 року, хоча бортова діагностика використовується з 1980-х років для точного вимірювання кількості палива, що надходить у двигун, оскільки карбюратори стали занадто складними.
Складністю встановлення комп’ютера в автомобіль є блок живлення. Енергія подається як номінальне 12 В постійного струму в автомобілях або 24 В постійного струму в деяких вантажівках. Напруга змінюється залежно від того, увімкнений двигун чи вимкнений, оскільки батарея, як правило, видає 12 В, тоді як генератор видає більше. Можуть бути піки, і в момент запалювання струм живлення падає. Зовнішні DC/DC перетворювачі можуть допомогти регулювати напругу.
Машини поліції часто мають мобільні термінали передачі даних у вигляді поворотного пристрою для ноутбука, встановленого там, де буде підлокітник водія. Це можна використовувати для реєстрації даних і запитів до мережевих баз даних.
Корпорація Майкрософт розробила Windows Embedded Automotive і використовувала її з AutoPC, брендом комп’ютерів, розробленим спільно з Clarion. Система була випущена в 1998 році, а сама операційна система називалася «Auto PC». Він був заснований на Windows CE 2.0. Він перетворився на «Windows CE for Automotive». Платформа використовувалася для перших двох поколінь MyFord Touch, а третє покоління працює на QNX від BlackBerry Limited.
Планшетні комп’ютери, такі як Nexus 7, можуть бути встановлені або постійно (в панелі), або знімними (док-станція). Його можна використовувати для перегляду фільмів або прослуховування музики, а також для GPS-навігації. Він також має Bluetooth для дзвінків без рук.
Типовий простий діагностичний інтерфейс USB KKL без логіки протоколу для регулювання рівня сигналу.
Комп’ютери можна використовувати для декодування даних бортової діагностики (OBD) на візуальний дисплей. Багато інтерфейсів засновані на мікросхемах інтерпретатора OBD ELM327. Також відомо, що використовується STN1110.